# Bahaeddine Rihan
Bahaeddine Rihan   (Sudan, 1 de gener de 1979), nom complet Baha Eldin Mohamed Abdallah Rihan, és un exfutbolista sudanès de la dècada de 2000.
Fou internacional amb la selecció de futbol del Sudan. Pel que fa a clubs, ha estat jugador de:
- 1998-1999 Al-Merrikh SC (Al-Hasahisa)
- 2000-2007 Al-Merrikh SC
- 2008-2009 Al Neel SC (Al-Hasahisa)
- 2010-2011 Jazeerat Al-Feel SC
- 2011-2013 Al-Hilal Club
- 2014-2015 Al Ahli SC (Khartoum)
- 2015-2016 Hay Al Wadi SC (Nyala)
- 2017-2019 Wad Hashim SC (sennar)
- 2019 Al Rabita Kosti